# 张悌 (南朝)
张悌，南朝齐建康（今江苏南京市）人。
张悌家贫，没有钱供养母亲，他把情况告知邻居富人。富人不给他钱，张悌不忿，于是联合四人抢劫，所得衣物，三个劫贼拿去，没给他一个钱。县里定其死罪。张悌兄张松诉说：“我与弟弟张景是前母的儿子，后母只生下生张悌，张松年长，不能教诲弟弟，请求代弟弟而死。”张景说：“张松是嫡长，后母只生下生张悌。如果把他们法办，母亲也不得保全。”他也请死。母亲说：“张悌应死，岂能以弟弟的罪枉及哥哥？张悌引咎自受，请保全他两个哥哥以供养我。”县里于是上报。皇帝以他家孝义，特地免除死罪，但说明之后不得为例。